# Michie Stadium
 (mars 2025).
Le Blaik Field at Michie Stadium, plus connu sous le nom de Michie Stadium, est un stade de football américain situé à West Point dans l'État de New York aux États-Unis.